# Marco Codenotti
Marco Codenotti (Pisa, 5 de febrer de 1997) és un jugador d'escacs italià, que ostenta el títol de Mestre Internacional des de 2013. El setembre de 2015 s'incorporà al Club Escacs Mollet.
Tot i que roman inactiu des de l'octubre de 2017, a la llista d'Elo de la FIDE de l'agost de 2020, hi tenia un Elo de 2443 punts, cosa que en feia el jugador número 20 d'Itàlia.

## Resultats destacats en competició
Ha estat campió d'Itàlia de la categoria sub-12 els anys 2008 i 2009 i de la categoria sub-20 al 2011 i 2013.
El 2015 fou sisè al Campionat d'Europa de la juventud a la categoria Sub18 (el campió fou Cemil Can Ali Marandi).
El 2016 formà part del primer equip del Club Escacs Mollet que guanyà per primera vegada a la seva història la Divisió d'Honor, la màxima categoria de la Lliga Catalana d'Escacs.